# Norberto Griffa
Norberto Luis Griffa (Buenos Aires, Argentina, 24 de septiembre de 1941 - ibídem, 21 de noviembre de 2011) fue un intelectual dedicado al desarrollo de las artes y la cultura en Argentina.

## Actividad académica
De origen toscano, contrajo matrimonio con Susana Fernández Saralegui, con quien tuvieron un hijo, Miguel. Abogado por la Universidad de Buenos Aires (1966), estudió el resto de su vida filosofía, publicando varios trabajos sobre el tema. Asiduo cultor de las artes, especialmente la música académica, el cine y el arte contemporáneo, organizó regularmente conciertos privados en los años '80 y 90, colaborando durante décadas en la conducción de la Fundación Encuentros Internacionales de Música Contemporánea dirigida por Alicia Terzián.
Docente de derecho, filosofía y teoría del arte, fue profesor titular en la Universidad de Buenos Aires (1974-1976), la Universidad de Belgrano (1970-1984), la Universidad del Salvador (1979-1980), la Universidad de Morón (1975-1980) y la Universidad Nacional de Tres de Febrero (2000-2011). En la década de 1990 se desempeñó como asesor de la Inspección General de Justicia y en 2004 y 2005 como coordinador general del Palais de Glace (Palacio Nacional de las Artes).
A partir de 1990 promovió y gestionó proyectos de creación de carreras que se encontraban en la intersección del arte, la ciencia y la tecnología a nivel terciario y en 1999 lideró la creación de la Licenciatura en Artes Electrónicas de la Universidad Nacional de Tres de Febrero UNTREF, que dirigió desde su apertura en 2000 y fue pionera en la Argentina en la imbricación entre arte y tecnología y la formación e investigación académica en el área multimedia. En esa misma Universidad ocupó hasta su fallecimiento a los 70 años el cargo de director del Departamento de Arte y Cultura y el de director académico de la Cátedra Unesco de Turismo Cultural UNTREF/AAMNBA (Asociación Amigos del Museo Nacional de Bellas Artes). Vinculado a la creación de esta en 2006, organizó allí proyectos académicos internacionales
como El Barroco americano (2006), Patrimonio precolombino y culturas andinas (2007), Ecoturismo (2007), Los jardines históricos (2008), La ruta del esclavo en el Río de la Plata (2009) y el Posgrado internacional en Patrimonio y Turismo sostenible (2009-2011). 
Impulsó gran cantidad de propuestas, tales como publicaciones, documentales, muestras, jornadas, festivales, conciertos y la creación de orquestas que involucraron a innumerables artistas, técnicos y académicos, promoviendo la autosuperación y el reconocimiento nacional e internacional de los mismos. Por ello la UNTREF y Continente instituyeron en 2012 el Premio Norberto Griffa a la Creación Audiovisual Latinoamericana.

## Publicaciones
- Definiciones retóricas (1975). Cooperadora de Derecho y Ciencias Sociales, Buenos Aires. 28 pág.[19][20]
- Fenomenología del ser y la esencia (1977). Cooperadora de Derecho y Ciencias Sociales, Buenos Aires. 129 pag. ISBN: BM1220827168624056179[21]
- “Presupuestos lingüísticos de la Ciencia Jurídica”, revista del Instituto de Informática Lingüística (1977), Porto Alegre[22]
- “Lenguaje, gramática y derecho”, revista Seqüência, p. 15-28, n.º 3 (1981), Florianópolis[23]
- “Redes, flujos e interruptores” Simposio Desafíos que presenta la globalización en las artes audiovisuales (2008). Enfocarte.com[22]
- “Las industrias culturales a debate”, Boletín de la Academia Nacional de Educación, n.º 83, octubre de 2010, p. 4-8, Buenos Aires.[24] También en Artes e industrias culturales: debates contemporáneos en Argentina, Oscar Moreno coordinador (2010). Eduntref, Caseros. 275 pag. ISBN 978-987-1172-65-8[25][26][27]
- La Ruta del Esclavo en el Río de la Plata: Aportes para el diálogo intercultural (2011). Marisa Mineau, editoria. Coordinador (con Carmen María Ramos de Balcarce). Eduntref, Caseros. 443 pag. ISBN 978-987-1172-67-2[28]
- Las migraciones en la Argentina (2011). Compilador. Eduntref, Caseros. ISBN 978-987-1172-91-7[28]
- Huellas y legados de la esclavitud en las Américas (2012). Marisa Pineau Editora. Coordinador (con Carmen María Ramos de Balcarce). Eduntref, Caseros. 244 pag. ISBN 978-987-1172-95-5[28]